# Muhammad XIII di Granada
Muḥammad XIII ibn Saʿd, detto al-Zaghal, "il Coraggioso" (in arabo محمد بن سعد الزغل‎?; Alhambra, 1444 – Tlemcen, 1494 circa), è stato il ventitreesimo sultano nasride del Sultanato di Granada.
Era un figlio di  Saʿd al-Mustaʿīn, fratello di Abū al-Ḥasan ʿAlī, che spodestò nel 1485, e perciò zio di Muḥammad XII al-Zughbi ("Boabdil"), da cui venne spodestato nel 1487. Poco tempo dopo aver perso il trono decise di partire per il Maghreb, raggiungendo prima Orano e poi Tlemcen, dove si stabilì definitivamente. Lo storico al-Maqqari riferì di aver incontrato a Tlemcen i figli di al-Zaghal, conosciuti nella città come figli del sultano di al-Andalus (in arabo بني سلطان الأندلس‎?). Morì molto probabilmente nel 1494. I suoi diretti discendenti sono i membri delle famiglie Zghal, a Sfax.

## Biografia
Quando Muḥammad XII al-Zughbi ("Boabdil") venne sconfitto e fatto  prigioniero dei Castigliani verso la fine dell'anno 1484, il fratello di al-Zaghal e padre di Boabdil, il detronizzato Abū al-Ḥasan ʿAlī, riconquistò il trono. Nel frattempo i re cattolici conquistarono Ronda. Una serie di sconfitte e la malattia che colpì Abū al-Ḥasan ʿAlī, permisero a Muḥammad al-Zaghal di prendere il potere, venne nominato sultano nel 1485.

### Regno
Nell'ottobre 1485 i re cattolici attaccarono la città Moclín, vennero sconfitti dal al-Zaghal in una battaglia che durò dal 31 ottobre al 3 settembre 1485.
Il 29 maggio 1486 i Castigliani, che ora avevano mercenari svizzeri e tedeschi al loro servizio, conquistarono Loja. Il 30 maggio e il 9 giugno vennero conquistate Saler e Íllora. Moclín cadde il 16 giugno. I castelli di Colomera e Montefrío vennero espugnati pochi giorni dopo. I musulmani divennero a quel punto pienamente consapevoli del pericolo che correva la stessa capitale Granada.

### Assedio di Malaga
Malaga divenne l'obiettivo principale della campagna del 1487 dai re cattolici contro il Sultanato di Granada. Re Ferdinando II di Aragona lasciò Cordova con un esercito di 20.000 cavalieri, 50.000 fanti e 8.000 truppe di supporto. A questo contingente si aggiunsero gli artiglieri comandati da Francisco Ramírez de Madrid. 
La città di Malaga (in arabo Māllaqa) era la seconda città del Sultanato di Granada, subito dopo Granada, era un importante porto mercantile del Mediterraneo. La città era prospera, con eleganti edifici ben decorati, giardini e fontane. La città era circondata da fortificazioni in buone condizioni. Sopra di essa vi era la cittadella, la Alcazaba di Malaga, collegata grazie ad un passaggio alla fortezza di Gibralfaro. Verso il mare vi erano frutteti di olive, arance e melograni, e i vigneti le cui uve dolci erano essenziali per il vino di Malaga, un importante prodotto di esportazione.
Nella primavera del 1487, i Castigliani circondarono Malaga. Il governatore della città, Aḥmad al-Tagri, era determinato a combattere fino alla fine. Sotto il fuoco delle bombarde castigliane, i musulmani difesero efficacemente la città per tutta la primavera. Nel mese di luglio, il cibo arriva iniziò a scarseggiare. Gli abitanti di Malaga si ridussero a dover mangiare cavalli, asini, muli e cani. Malaga capitolò il 18 agosto 1487. 
Il nipote di al-Zaghal, Boabdil, che nel frattempo era tornato al potere a Granada, rispettò l'accordo segreto fatto con i Castigliani in cambio della sua liberazione, non intervenendo in soccorso di Malaga.
Muḥammad XIII al-Zaghal venne esiliato ad Almería dopo la conquista castigliana di Baza. 
Al-Zaghal concluse un patto con Ferdinando II, secondo cui avrebbe venduto Almeria e Guadix, diventando suo vassallo, facendosi nominare re dell'Alpujarra. Qualche tempo dopo, vendette tutti i suoi possedimenti spagnoli per  5.000.000 di maravedí, partendo definitivamente per il Maghreb.